# Sejmik Województwa Warmińsko-Mazurskiego
Sejmik Województwa Warmińsko-Mazurskiego – organ stanowiący i kontrolny samorządu województwa warmińsko-mazurskiego. Istnieje od 1998 roku. Obecna, VII kadencja Sejmiku, trwa w latach 2024–2029.
Sejmik Województwa Warmińsko-Mazurskiego składa się z 30 radnych, wybieranych w województwie warmińsko-mazurskim w wyborach bezpośrednich na kadencje trwające 5 lat (w latach 1998–2018 kadencja trwała 4 lata).
Siedzibą sejmiku województwa jest Olsztyn.
Przewodniczącym Sejmiku Województwa Warmińsko-Mazurskiego jest Bogdan Bartnicki, a marszałkiem województwa warmińsko-mazurskiego Marcin Kuchciński.

## Wybory do Sejmiku
Radni do Sejmiku Województwa Warmińsko-Mazurskiego są wybierani w wyborach co 5 lat (do 2014 co 4) w pięciu okręgach wyborczych, które nie mają swoich oficjalnych nazw. Zasady i tryb przeprowadzenia wyborów określa odrębna ustawa. Skrócenie kadencji sejmiku może nastąpić w drodze referendum wojewódzkiego.
| Okręg | Liczba radnych | Miasta na prawach powiatu | Powiaty                                           |
| ----- | -------------- | ------------------------- | ------------------------------------------------- |
| 1     | 6              | Olsztyn                   | olsztyński                                        |
| 2     | 7              | brak                      | działdowski, iławski, nowomiejski, ostródzki      |
| 3     | 6              | Elbląg                    | bartoszycki, braniewski, elbląski, lidzbarski     |
| 4     | 5              | brak                      | ełcki, gołdapski, kętrzyński, olecki, węgorzewski |
| 5     | 6              | brak                      | giżycki, mrągowski, nidzicki, piski, szczycieński |

## Organizacja Sejmiku
Sejmik tworzy 30 radnych, wybierających spośród siebie przewodniczącego i 3 wiceprzewodniczących. Radni pracują w tematycznych komisjach stałych i doraźnych. Komisje stałe:
Komisja Budżetu i Finansów
Komisja ds. Mniejszości Narodowych i Etnicznych
Komisja Kultury i Edukacji
Komisja Ochrony Zdrowia, Polityki Społecznej, Rodziny i Sportu
Komisja Rewizyjna
Komisja Rozwoju Obszarów Wiejskich, Rolnictwa, Ochrony Środowiska i Gospodarki Wodnej
Komisja Samorządu Terytorialnego i Bezpieczeństwa Publicznego
Komisja Strategii Rozwoju
Komisja Współpracy Międzynarodowej

## Radni Sejmiku (stany na koniec kadencji)

### I kadencja (1998–2002)
SLD: 17 
     PS: 6 
     UW: 6 
     AWS: 16 
Przewodniczący
- Miron Sycz

Lista radnych
Wybrani z list Sojuszu Lewicy Demokratycznej:
- Antoni Celmer, Zbigniew Czyż, Aleksander Dziedzic, Jan Garliński, Barbara Golińska, Edmund Kozłowski, Krystyna Kralkowska, Ryszard Lewin, Marian Peters (Polska Partia Socjalistyczna), Kazimierz Polak, Zbigniew Puchajda (PPS), Edward Radomski, Paweł Rogiński, Tomasz Romańczuk, Andrzej Ryński, Bronisław Szatan, Zbigniew Zieliński

Wybrani z list Akcji Wyborczej Solidarność:
- Adam Bok (Prawo i Sprawiedliwość), Paweł Bielinowicz (Stronnictwo Konserwatywno-Ludowe – Ruch Nowej Polski), Kazimierz Dąbkowski (Platforma Obywatelska), Zdzisław Fadrowski, Andrzej Górski, Tadeusz Kopacz (Ruch Społeczny), Maria Piór (PO), Paweł Podczaski (RS), Jan Radziemski, Sławomir Sadowski (PiS), Barbara Suchocka, Jerzy Szmit (PiS), Elżbieta Szpanelewska, Jerzy Tytz, Sławomir Willenberg (RS), Witold Zagożdżon

Wybrani z list Przymierza Społecznego:
- Edward Adamczyk (Polskie Stronnictwo Ludowe), Bogdan Aleksiejczuk (Samoobrona Rzeczpospolitej Polskiej), Adam Krzyśków (PSL), Irena Petryna (PSL), Andrzej Śmietanko (PSL), Roman Trąpczyński

Wybrani z list Unii Wolności:
- Mieczysław Guz, Julian Osiecki, Wojciech Samulowski, Stanisław Siłka, Tadeusz Sobierajski, Miron Sycz

### II kadencja (2002–2006)
SLD-UP: 13 
     Samoobrona: 5 
     PSL: 3 
     POPiS: 5 
     LPR: 4 
Prezydium
- Przewodniczący: Miron Sycz
  - Wiceprzewodniczący: Edward Adamczyk
  - Wiceprzewodniczący: Henryk Horbaczewski
  - Wiceprzewodniczący: Edward Przyłucki

Lista radnych
Edward Adamczyk (Polskie Stronnictwo Ludowe), Bogdan Aleksiejczuk (PSL), Bożena Bagan (Sojusz Lewicy Demokratycznej), Jan Bobek (PSL), Marek Chojnowski (Platforma Obywatelska), Eugeniusz Faj (SLD), Ewa Gutowska (Samoobrona Rzeczpospolitej Polskiej), Henryk Horbaczewski (SLD), Paweł Jankowski (PO), Zygmunt Komar (Partia Demokratyczna lub niezależny), Wiesław Kowalski (SLD), Adam Krzyśków (PSL), Jadwiga Król (Unia Pracy), Witold Łada (Prawo i Sprawiedliwość), Edward Łoś (SLD), Andrzej Majchrzak (Samoobrona RP), Krzysztof Napieralski (niezależny, poprzednio Liga Polskich Rodzin), Bogdan Nowacki (LPR), Mirosław Nowakowski (PiS), Julian Osiecki (PD), Edward Przyłucki (Samoobrona RP), Edward Radomski (SLD), Jerzy Romaszko (PiS), Andrzej Ryński (SLD), Leszek Sargalski (Samoobrona RP), Miron Sycz (PD lub PO), Wojciech Szadziewicz (SLD), Bronisław Szatan (SLD), Bolesław Tołłoczko (SLD), Lidia Walewska (prawdopodobnie LPR)

### III kadencja (2006–2010)
LiD: 3 
     Samoobrona: 4 
     PSL: 7 
     PO: 10 
     PiS: 6 
Prezydium
- Przewodniczący: Julian Osiecki
  - Wiceprzewodniczący: Edward Adamczyk
  - Wiceprzewodniczący: Mirosław Nowakowski
  - Wiceprzewodniczący: Andrzej Ryński

Kluby radnych
- Platforma Obywatelska – 14 radnych:
  - Ewa Gutowska, Jan Harhaj, Paweł Jankowski, Małgorzata Jaśkowiak, Grzegorz Kniefel, Julian Osiecki, Zbigniew Pietrzak, Tadeusz Politewicz, Edward Przyłucki, Halina Sarul, Jarosław Słoma, Wojciech Szadziewicz, Sławomir Willenberg, Andrzej Zdanowski
- Polskie Stronnictwo Ludowe – 7 radnych:
  - Edward Adamczyk, Jan Bobek, Jan Florczyk, Andrzej Kurzątkowski, Teresa Nowakowska, Urszula Pasławska, Marcin Piwowarczyk
- Prawo i Sprawiedliwość – 5 radnych:
  - Artur Chojecki, Mirosław Nowakowski, Jacek Perliński, Adam Puza, Bożenna Ulewicz
- Niezrzeszeni – 4 radnych:
  - Samoobrona Rzeczpospolitej Polskiej – Jerzy Bachar, Leszek Sargalski
  - Sojusz Lewicy Demokratycznej – Henryk Horbaczewski, Andrzej Ryński

### IV kadencja (2010–2014)
SLD: 4 
     PSL: 7 
     PO: 14 
     PiS: 5 
Prezydium
- Przewodniczący: Julian Osiecki
  - Wiceprzewodniczący: Edward Adamczyk
  - Wiceprzewodniczący: Artur Chojecki
  - Wiceprzewodniczący: Andrzej Ryński

Kluby radnych
- Platforma Obywatelska – 14 radnych:
  - Robert Dawidowski, Bernadeta Hordejuk, Bogdan Kalinowski, Eugeniusz Koch, Julian Osiecki, Zbigniew Pietrzak, Tadeusz Politewicz, Jacek Protas, Jarosław Słoma, Witold Strzelec, Wojciech Szadziewicz, Irena Telesz-Burczyk, Anna Wasilewska, Urszula Zakrzewska
- Polskie Stronnictwo Ludowe – 7 radnych:
  - Edward Adamczyk, Jan Bobek, Wiesław Gołąb, Andrzej Górczyński, Teresa Nowakowska, Urszula Pasławska, Jolanta Szulc
- Prawo i Sprawiedliwość – 5 radnych:
  - Tomasz Bińczak, Artur Chojecki, Józef Dziki, Patryk Kozłowski, Jacek Perliński
- Sojusz Lewicy Demokratycznej – 4 radnych:
  - Władysław Mańkut, Jarosław Maśkiewicz, Wiesław Pietrzak, Andrzej Ryński

### V kadencja (2014–2018)
SLD Lewica Razem: 1 
     PO: 9 
     PSL: 14 
     PiS: 6 
Prezydium
- Przewodniczący: Jan Bobek
  - Wiceprzewodniczący: Eugeniusz Koch
  - Wiceprzewodniczący: Patryk Kozłowski
  - Wiceprzewodniczący: Julian Osiecki

Kluby radnych
- Polskie Stronnictwo Ludowe – 14 radnych:
  - Edward Adamczyk, Jan Bobek, Gustaw Marek Brzezin, Stanisław Bułajewski, Sylwia Jaskulska, Ryszard Kawczyński, Małgorzata Kozioł, Grażyna Zyta Licznerska, Teresa Nowakowska, Marcin Piwowarczyk, Jan Rogowski, Marek Szter, Jolanta Szulc, Wioletta Śląska-Zyśk
- Platforma Obywatelska – 9 radnych:
  - Bernadeta Hordejuk, Sławomir Jezierski, Eugeniusz Koch, Jadwiga Król, Julian Osiecki, Wioletta Paczkowska, Zbigniew Pietrzak, Tadeusz Politewicz, Irena Telesz-Burczyk
- Prawo i Sprawiedliwość – 6 radnych:
  - Józef Dziki, Patryk Kozłowski, Teresa Krajewska, Paweł Szliwiński (Porozumienie), Bożenna Ulewicz, Krzysztof Żochowski
- Niezrzeszeni – 1 radny:
  - Marcin Kulasek (Sojusz Lewicy Demokratycznej)

### VI kadencja (2018–2024)
KO: 12 
     PSL: 7 
     PiS: 11 
Prezydium
- Przewodniczący: Bernadeta Hordejuk
  - Wiceprzewodniczący: Edward Adamczyk
  - Wiceprzewodniczący: Zbigniew Homza
  - Wiceprzewodniczący: Grażyna Kluge

Kluby radnych
- Koalicja Obywatelska – 11 radnych:
  - Platforma Obywatelska – Marek Chyl, Zbigniew Homza, Bernadeta Hordejuk, Grażyna Kluge, Marcin Kuchciński, Julian Osiecki, Tadeusz Politewicz, Jarosław Słoma, Katarzyna Sobiech
  - Nowoczesna – Teresa Astramowicz-Leyk, Katarzyna Królak
- Prawo i Sprawiedliwość – 11 radnych:
  - Jolanta Andruszkiewicz, Paweł Czemiel, Marcin Kazimierczuk, Grzegorz Kierozalski, Patryk Kozłowski, Magdalena Palińska, Jacek Pawlik, Grzegorz Prokop, Dariusz Rudnik, Bożenna Ulewicz, Henryk Żuchowski
- Polskie Stronnictwo Ludowe – 7 radnych:
  - Edward Adamczyk, Jan Bobek, Sylwia Jaskulska, Marcin Piwowarczyk, Marek Szter, Jolanta Szulc, Stanisław Żelichowski

### VII kadencja (2024–2029)
KO: 13 
     TD: 6 
     PiS: 11 
Prezydium
- Przewodniczący: Bogdan Bartnicki
  - Wiceprzewodniczący: Marek Chyl
  - Wiceprzewodniczący: Zbigniew Homza
  - Wiceprzewodniczący: Rafał Wilczek

Kluby radnych
- Prawo i Sprawiedliwość – 11 radnych:
  - Piotr Andruszkiewicz, Wojciech Cybulski, Marcin Kazimierczuk, Łukasz Kochan, Patryk Kozłowski, Bogusława Orzechowska, Anna Piątek, Piotr Soćko, Bożenna Ulewicz, Paweł Warot, Ewa Wiśniewska
- Koalicja Obywatelska – 10 radnych:
  - Platforma Obywatelska – Marek Chyl, Marcin Kuchciński, Tadeusz Politewicz, Jarosław Słoma, Katarzyna Sobiech, Robert Turlej
  - Zbigniew Domżalski, Magdalena Hoffleit, Elżbieta Ruda, Tadeusz Sobierajski
- PSL-Trzecia Droga – 5 radnych:
  - Polskie Stronnictwo Ludowe – Bogdan Bartnicki, Maria Bąkowska, Sylwia Jaskulska, Bogusław Wisowaty
  - Polska 2050 – Rafał Wilczek
- Demokraci WM – 3 radnych:
  - Teresa Astramowicz-Leyk, Zbigniew Homza, Bernadeta Hordejuk
- Niezrzeszeni – 1 radny:
  - Jan Bobek (niezależny, poprzednio Demokraci WM)

## Oficjalne wyniki wyborów do Sejmiku

### 1998[5]
|  | Komitet wyborczy             | Mandaty |
|  | ---------------------------- | ------- |
|  | Sojusz Lewicy Demokratycznej | 17      |
|  | Akcja Wyborcza Solidarność   | 16      |
|  | Przymierze Społeczne         | 6       |
|  | Unia Wolności                | 6       |
|  | Razem                        | 45      |

### 2002[6]
|  | Komitet wyborczy                               | Mandaty |
|  | ---------------------------------------------- | ------- |
|  | Sojusz Lewicy Demokratycznej – Unia Pracy      | 13      |
|  | Samoobrona Rzeczpospolitej Polskiej            | 5       |
|  | Platforma Obywatelska – Prawo i Sprawiedliwość | 5       |
|  | Liga Polskich Rodzin                           | 4       |
|  | Polskie Stronnictwo Ludowe                     | 3       |
|  | Razem                                          | 30      |

### 2006[17]
|  | Komitet wyborczy                    | Mandaty |
|  | ----------------------------------- | ------- |
|  | Platforma Obywatelska               | 10      |
|  | Polskie Stronnictwo Ludowe          | 7       |
|  | Prawo i Sprawiedliwość              | 6       |
|  | Samoobrona Rzeczpospolitej Polskiej | 4       |
|  | Lewica i Demokraci                  | 3       |
|  | Razem                               | 30      |

### 2010[18]
|  | Komitet wyborczy             | Mandaty |
|  | ---------------------------- | ------- |
|  | Platforma Obywatelska        | 14      |
|  | Polskie Stronnictwo Ludowe   | 7       |
|  | Prawo i Sprawiedliwość       | 5       |
|  | Sojusz Lewicy Demokratycznej | 4       |
|  | Razem                        | 30      |

### 2014[19]
|  | Komitet wyborczy           | Mandaty |
|  | -------------------------- | ------- |
|  | Polskie Stronnictwo Ludowe | 14      |
|  | Platforma Obywatelska      | 9       |
|  | Prawo i Sprawiedliwość     | 6       |
|  | SLD Lewica Razem           | 1       |
|  | Razem                      | 30      |

### 2018[20]
|  | Komitet wyborczy           | Mandaty |
|  | -------------------------- | ------- |
|  | Koalicja Obywatelska       | 12      |
|  | Prawo i Sprawiedliwość     | 11      |
|  | Polskie Stronnictwo Ludowe | 7       |
|  | Razem                      | 30      |

### 2024[21]
|  | Komitet wyborczy       | Mandaty |
|  | ---------------------- | ------- |
|  | Koalicja Obywatelska   | 13      |
|  | Prawo i Sprawiedliwość | 11      |
|  | Trzecia Droga          | 6       |
|  | Razem                  | 30      |